# Thédirac
Thédirac – miejscowość i gmina we Francji, w regionie Oksytania, w departamencie Lot.
Według danych na rok 1990 gminę zamieszkiwały 262 osoby, a gęstość zaludnienia wynosiła 16 osób/km² (wśród 3020 gmin regionu Midi-Pyrénées Thédirac plasuje się na 802. miejscu pod względem liczby ludności, natomiast pod względem powierzchni na miejscu 703.).